# Borrelia burgdorferi
Borrelia burgdorferi  [borélia burgdórferi] je vrsta borelij (z dvema podvrstama), ki v Evropi živijo v vseh stadijih klopa in se od njega prenašajo na človeka ter povzročajo lymsko boreliozo.  Gre za gramnegativno bakterijo iz družine spirohet. 
Ime je dobila po raziskovalcu Willyju Burgdorferju, ki jo je leta 1982 prvi izoliral. B. burgdorferi je ena od redkih patogenih bakterij, ki lahko preživijo brez železa; vsi encimi, ki za svoje delovanje potrebujejo železo/žveplo, so namreč nadomeščeni z encimi, ki izrabljajo mangan.
Okužbo z B. burgdorferi povezujejo tudi z ne-Hodgkinovim limfomom.
Genom B. burgdorferi (seva B31) je bil tretji mikrobiološki genom, ki so mu določili aminokislinsko zaporedje (pred njim so določili zaporedje genomoma H. influenzae in M. genitalium. Genom vsebuje 910.725 baznih parov in zapisuje 853 genov.